# لويدمنستر (البرتا)

مقاطعة البرتا

لويدمنستر (بالإنجليزية: Lloydminster)‏ بلدة كندية تقع على الحدود بين مقاطعتي ألبرتا و ساسكاتشون وهي منقسمة بينهما.

## جغرافيتها
تبلغ مساحتها 24.19 كلم2 وعدد سكانها بحسب إحصائية سنة 2006 حوالي 15,910 نسمة بكثافة 658 نسمة/كلم2. وإحداثياتها هي 53.28425°N 110.0123°W.

## المناخ
يظهر الجدول التالي التغييرات المناخية على مدار السنة للويدمنستر:
| البيانات المناخية لـلويدمنستر      | البيانات المناخية لـلويدمنستر | البيانات المناخية لـلويدمنستر | البيانات المناخية لـلويدمنستر | البيانات المناخية لـلويدمنستر | البيانات المناخية لـلويدمنستر | البيانات المناخية لـلويدمنستر | البيانات المناخية لـلويدمنستر | البيانات المناخية لـلويدمنستر | البيانات المناخية لـلويدمنستر | البيانات المناخية لـلويدمنستر | البيانات المناخية لـلويدمنستر | البيانات المناخية لـلويدمنستر | البيانات المناخية لـلويدمنستر |
| الشهر                              | يناير                         | فبراير                        | مارس                          | أبريل                         | مايو                          | يونيو                         | يوليو                         | أغسطس                         | سبتمبر                        | أكتوبر                        | نوفمبر                        | ديسمبر                        | المعدل السنوي                 |
| ---------------------------------- | ----------------------------- | ----------------------------- | ----------------------------- | ----------------------------- | ----------------------------- | ----------------------------- | ----------------------------- | ----------------------------- | ----------------------------- | ----------------------------- | ----------------------------- | ----------------------------- | ----------------------------- |
| الدرجة القصوى قرينة الرطوبة        | 10.4                          | 8.2                           | 18.6                          | 27.1                          | 34.7                          | 39.0                          | 42.5                          | 38.4                          | 32.8                          | 26.5                          | 16.3                          | 9.5                           | 42.5                          |
| الدرجة القصوى °م (°ف)              | 10.6 (51.1)                   | 12.8 (55.0)                   | 18.6 (65.5)                   | 32.8 (91.0)                   | 36.7 (98.1)                   | 37.8 (100.0)                  | 38.1 (100.6)                  | 37.4 (99.3)                   | 35.0 (95.0)                   | 28.9 (84.0)                   | 19.5 (67.1)                   | 10.0 (50.0)                   | 38.1 (100.6)                  |
| متوسط درجة الحرارة الكبرى °م (°ف)  | −9.6 (14.7)                   | −6.9 (19.6)                   | −1.0 (30.2)                   | 9.9 (49.8)                    | 16.7 (62.1)                   | 20.7 (69.3)                   | 23.1 (73.6)                   | 22.4 (72.3)                   | 16.5 (61.7)                   | 9.1 (48.4)                    | −2.6 (27.3)                   | −7.9 (17.8)                   | 7.5 (45.5)                    |
| المتوسط اليومي °م (°ف)             | −14.3 (6.3)                   | −11.7 (10.9)                  | −5.6 (21.9)                   | 4.0 (39.2)                    | 10.1 (50.2)                   | 14.6 (58.3)                   | 17.0 (62.6)                   | 15.9 (60.6)                   | 10.3 (50.5)                   | 3.4 (38.1)                    | −6.8 (19.8)                   | −12.5 (9.5)                   | 2.0 (35.6)                    |
| متوسط درجة الحرارة الصغرى °م (°ف)  | −18.9 (−2.0)                  | −16.6 (2.1)                   | −10.3 (13.5)                  | −2.0 (28.4)                   | 3.5 (38.3)                    | 8.5 (47.3)                    | 10.8 (51.4)                   | 9.3 (48.7)                    | 4.0 (39.2)                    | −2.3 (27.9)                   | −11.0 (12.2)                  | −17.0 (1.4)                   | −3.5 (25.7)                   |
| أدنى درجة حرارة °م (°ف)            | −50.0 (−58.0)                 | −48.3 (−54.9)                 | −36.7 (−34.1)                 | −28.9 (−20.0)                 | −16.7 (1.9)                   | −6.7 (19.9)                   | −3.3 (26.1)                   | −5.0 (23.0)                   | −13.9 (7.0)                   | −24.0 (−11.2)                 | −34.4 (−29.9)                 | −46.7 (−52.1)                 | −50.0 (−58.0)                 |
| أدنى درجة حرارة تبريد الرياح       | −54.6                         | −54.5                         | −49.8                         | −30.3                         | −15.7                         | −4.9                          | 0.0                           | −6.1                          | −14.7                         | −35.8                         | −50.9                         | −54.0                         | −54.6                         |
| الهطول مم (إنش)                    | 15.8 (0.62)                   | 9.8 (0.39)                    | 14.4 (0.57)                   | 26.3 (1.04)                   | 44.6 (1.76)                   | 70.6 (2.78)                   | 75.3 (2.96)                   | 59.9 (2.36)                   | 42.3 (1.67)                   | 17.8 (0.70)                   | 17.6 (0.69)                   | 14.4 (0.57)                   | 408.8 (16.09)                 |
| معدل هطول الأمطار مم (إنش)         | 0.4 (0.02)                    | 0.2 (0.01)                    | 1.6 (0.06)                    | 13.2 (0.52)                   | 40.8 (1.61)                   | 70.6 (2.78)                   | 75.3 (2.96)                   | 59.7 (2.35)                   | 40.5 (1.59)                   | 11.6 (0.46)                   | 2.3 (0.09)                    | 0.5 (0.02)                    | 316.7 (12.47)                 |
| متوسط تساقط الثلوج سم (إنش)        | 17.0 (6.7)                    | 9.8 (3.9)                     | 13.4 (5.3)                    | 13.4 (5.3)                    | 4.2 (1.7)                     | 0.0 (0.0)                     | 0.0 (0.0)                     | 0.1 (0.0)                     | 1.8 (0.7)                     | 6.4 (2.5)                     | 16.7 (6.6)                    | 15.3 (6.0)                    | 98.1 (38.7)                   |
| متوسط أيام هطول الأمطار (≥ 0.2 mm) | 9.7                           | 7.3                           | 8.0                           | 7.6                           | 10.5                          | 13.2                          | 12.2                          | 10.5                          | 9.0                           | 7.1                           | 9.4                           | 9.8                           | 114.2                         |
| متوسط الأيام الممطرة (≥ 0.2 mm)    | 0.7                           | 0.1                           | 1.1                           | 4.8                           | 9.9                           | 13.2                          | 12.2                          | 10.5                          | 8.7                           | 4.9                           | 1.3                           | 0.6                           | 68.0                          |
| متوسط الأيام المثلجة (≥ 0.2 cm)    | 9.4                           | 7.4                           | 7.4                           | 3.9                           | 1.5                           | 0.0                           | 0.0                           | 0.0                           | 0.7                           | 3.0                           | 8.7                           | 9.7                           | 51.7                          |
| متوسط الرطوبة النسبية (%)          | 74.2                          | 73.0                          | 67.4                          | 48.2                          | 42.4                          | 49.6                          | 53.9                          | 50.2                          | 50.0                          | 54.0                          | 73.3                          | 75.9                          | 59.3                          |
| المصدر: Environment Canada         |                               |                               |                               |                               |                               |                               |                               |                               |                               |                               |                               |                               |                               |

## أعلام
- باري جيبس
- غارنت بيلي
- بريدن هولتبي
- روبرت بيرس
- جيمس تيل
- كولبي أرمسترونغ